# Lipohyalinose
Lipohyalinose ist ein pathologischer Prozess an Gefäßwänden von kleinen perforierenden Arterien und Arteriolen des Gehirns. Der Begriff wird synonym mit „fibrinoider Nekrose“ verwendet. Die fibrinoide Nekrose entsteht durch den Eintritt von Plasmaproteinen in die Gefäßwand und tritt häufiger bei Individuen mit Bluthochdruck als bei solchen mit normalem Blutdruck auf. Sie kann zum Verschluss des betroffenen Gefäßes führen und einen lakunären Infarkt verursachen. Der Begriff „Lipohyalinose“ wurde von Charles Miller Fisher geprägt, die Bezeichnung „fibrinoide Nekrose“ beschreibt jedoch die zu Grunde liegenden pathologischen Veränderungen genauer.